# Pterolophiella
Pterolophiella is een kevergeslacht uit de familie van de boktorren (Cerambycidae). De wetenschappelijke naam van het geslacht werd voor het eerst geldig gepubliceerd in 1952 door Breuning.

## Soorten
Pterolophiella is monotypisch en omvat slechts de volgende soort:
- Pterolophiella olivicollis Breuning, 1952